# Apúlia e Calábria
Apúlia e Calábria (em latim: Apulia et Calabria) foi a segunda das regiões criadas pelo imperador romano Augusto (r. 27 a.C.–14 d.C.) na Itália, conhecida também como II Região (Regio II). Sua capital provavelmente era Canúsio (Canosa di Puglia).

## Nome
Como no caso das demais regiões augustas, a II região só recebeu recentemente o nome de Apúlia e Calábria no jargão acadêmico, uma referência ao muntibus Calabri histórica (o território que corresponde às modernas regiões da Múrgia, Vale da Ítria e Salento) e aos territórios dos dáunios e peucécios reunidos sob o nome de Apúlia. A região incluía ainda a região samnita da Hirpínia.

## Território
O território compreendia as regiões modernas da Apúlia, a porção oriental da Basilicata e a província de Avellino.
| “ | Depois de termos descrito a Itália até Metaponto, é preciso falar das regiões seguintes. A primeira é a Iapígia: os gregos a chamam de Messápia enquanto que os nativos separam-na em Salento (a porção à volta do promontório de Iapígio) e a Calábria. Ao norte dali, os habitantes são chamados em grego de peucezos (peucezi) e dáunos (dauni), mas os nativos chamam de Apúlia a região toda depois da Calábria e de apúlios seus habitantes. | ” |

## Cidades
- Arpi (Arpinova) (Foggia)
- Abellinum (Atripalda/Avellino)
- Écas (Troia)
- Ásculo (Ascoli Satriano)
- Bário (Bari)
- Azetium (Rutigliano)
- Brundísio (Brindisi)
- Butuntum (Bitonto)
- Caelia, na região de Bari (Ceglie del Campo)
- Caelia, na moderna Salento (Ceglie Messapica)
- Castrum Minervae (Castro)
- Canas (Canne della Battaglia)
- Barduli (Barletta)
- Canúsio (Canosa)
- Egnácia (Egnázia)
- Grumum (Grumo Appula)
- Herdônia (Ordona)
- Larinum (Larino)
- Luceria (Lucera)
- Lupiae (Lecce)
- Mandurie (Manduria)
- Matinum (Mattinata)
- Rubos (Ruvo di Puglia)
- Rudiae (parte de San Pietro in Lama)
- Sidion/Silvium (Gravina)
- Sturni (Ostuni)
- Tarento (Taranto)
- Úria (Oria)
- Vibino (Bovino)